# Kruger 60
Pour les articles homonymes, voir Kruger.
Désignations
Kruger 60 A : LFT 1719, LHS 3814, LTT 16592, NLTT 53952

Kruger 60 est une étoile binaire de la constellation de Céphée située à 13,1 années-lumière de la Terre.
Les composantes A et B sont toutes deux des naines rouges. Ces étoiles orbitent l'une autour de l'autre en 44,67 ans et avec une excentricité modérée de 0,41. La composante B, la plus faible, est une étoile éruptive qui porte la désignation d'étoile variable DO Cephei. C'est une variable éruptive irrégulière qui voit typiquement sa luminosité doubler puis revenir à la normale sur une période de 8 minutes.
En moyenne, les deux étoiles sont distantes de 9,5 ua, ce qui est en gros la distance moyenne de Saturne au Soleil. Cependant, leur orbite excentrique fait varier leur distance entre 5,5 ua au périastre, à 13,5 ua à l'apoastre.

## Voir également